# Stereologia
Stereologia – dyscyplina naukowa zajmująca się uzyskiwaniem informacji o trójwymiarowej strukturze obiektów na podstawie ich dwuwymiarowych próbek, będących najczęściej obrazami pochodzącymi z mikroskopów lub tomografów. Informacja ta dotyczy np. objętości, pola powierzchni obiektów albo ich orientacji w przestrzeni.
Stereologia znajduje zastosowanie w analizie struktur biologicznych lub metalurgicznych. Korzysta się w niej z metod m.in. geometrii stochastycznej, morfologii matematycznej, fotogrametrii itp.